# Gaziosmanpaşaspor
Gaziosmanpaşa Spor Kulübü oder kurz Gaziosmanpaşaspor bzw. Gaziosmanpaşa SK ist ein türkischer Sport- und Fußballverein aus dem Istanbuler Stadtteil Gaziosmanpaşa. Gaziosmanpaşaspor wurde im Jahr 1963 gegründet; ihre Heimspiele tragen die Grün-Roten im Gaziosmanpaşa-Stadion aus.

## Geschichte

### Gründung
Der Klub wurde 1965 in dem Istanbuler Stadtteil und gleichnamigen Landkreis Gaziosmanpaşa durch die Bemühungen einiger Bezirksnotablen gegründet.

### Einstieg in den Profifußball
Nachdem zum Sommer 1980 der türkische Profifußball von bisher drei auf lediglich zwei Profiligen reduziert wurde, wurde 1984 auf Direktive des damaligen Staatspräsidenten Turgut Özal die dritthöchste professionelle Fußballliga die 3. Lig, mit heutigem Namen TFF 2. Lig wieder eingeführt. Darüber hinaus wurde verkündet, dass nach Erfüllung bestimmter Auflagen und Bedingungen man eine Ligateilnahme beantragen könne. Um die Stadtentwicklung voranzutreiben, bemühten sich mehrere Bezirksnotablen darum, die Auflagen zu erfüllen. Nachdem man die Auflagen erfüllt hatte, bestätigte der türkische Fußballverband die Teilnahme. So nahm Gaziosmanpaşaspor in der Spielzeit 1984/85 der wiedereingeführten 3. Lig teil und belegte zum Saisonende den 5. Tabellenplatz der Gruppe 2.

### Zweitligaaufstieg und die nachfolgenden Jahre (1990–2001)
Nachdem der Klub sechs Spielzeiten lang in der 3. Lig tätig war, beendete man die Drittligaspielzeit 1989/90 als Meister und stieg das erste Mal in der Vereinsgeschichte in die zweithöchste Spielklasse, in die 2. Lig, auf. Hier spielte man die nachfolgenden acht Spielzeiten. Zum Sommer 1999 verpasste man den Klassenerhalt, erreichte jedoch in der nachfolgenden Spielzeit den direkten Wiederaufstieg. Zum Sommer 1999 stieg der Verein aber wieder ab.

### Die Drittligajahre (2001–2014)
Zwischen 2001 und 2014 spielte der Verein mit kleineren Unterbrechungen in der dritthöchsten türkischen Spielklasse, der TFF 2. Lig. Obwohl der Klub in dieser Zeit dreimal in die TFF 3. Lig absteigen musste, erreichte er nach wenigen Spielzeiten wieder die Rückkehr in die 2. Lig.

### Abstieg in die Amateurliga (2014–2016)
Im Sommer 2014 verfehlte der Verein den Klassenerhalt in der TFF 2. Lig und stieg in die TFF 3. Lig ab. In der ersten Spielzeit, der Saison 2014/15, nach diesem Abstieg spielte der Verein die gesamte Saison gegen den Abstieg und sicherte sich den Klassenerhalt erst am letzten Spieltag. Die zweite Viertligasaison, die Saison 2015/16, rutschte der Verein schnell auf die Abstiegsplätze ab und überwinterte als Tabellenletzter. Nachdem in der Rückrunde auch kein Befreiungsschlag gelungen war, stieg der Verein im Sommer 2016 nach 32-jähriger Profifußballzugehörigkeit in die Amateurliga ab.

## Erfolge
- Meister der TFF 2. Lig und Aufstieg in die TFF 1. Lig: 1989/90, 1998/99
- Meister der TFF 3. Lig und Aufstieg in die TFF 2. Lig: 2006/07, 2010/11

## Ligazugehörigkeit
- 2. Liga: 1990–1998, 1999–2001
- 3. Liga: 1984–1990, 1998–1999, 2001–2003, 2007–2009, 2011–2014
- 4. Liga: 2003–2007, 2009–2011, 2014–2016
- regionale Amateurliga: 1965–1984, seit 2016

## Bekannte ehemalige Spieler
| - Saffet Akbaş - Sedat Balkanlı - Emrah Eren - Murat Hacıoğlu - Ramal Hüseynov - Enis Kahraman - Alpaslan Kartal - Eyüp Kaymakçı | - İlhan Sancaktar - Mustafa Sarp - Ümit Teke - Berk İsmail Ünsal - Fatih Uraz - Cemil Vatansever - İbrahim Yavuz |

## Ehemalige Trainer (Auswahl)
- Ümit Birol
- Ali Çoban
- Ilie Datcu
- Cihat Erbil[1]
- Bahri Kaya
- Kemal Kılıç
- Enver Şen
- Erdoğan Özalp
- İsmail Taviş

## Ehemalige Präsidenten (Auswahl)
- Mehmet Öztürk
- Seyit Ateş

## Besonderes
Mitglied von Gaziosmanpaşaspor ist der Goldmedaillengewinner bei Olympia 2012 in London in der Taekwondo-Gewichtsklasse bis 68 Kilogramm Servet Tazegül.